# Яна Белин
Яна Белин (на английски: Jana Bellin), с фамилно име по рождение Малипетрова (на чешки: Malypetrová) и фамилни имена по предишни съпрузи Хартстън (Hartston) и Майлс (Miles), е английска шахматистка от чешки произход, гросмайстор при жените.
До 1969 г. се състезава за Чехословакия. Лекар по образование, председател на медицинската комисия на ФИДЕ.

## Биография
Родена е на 9 декември 1947 г. в Прага, Чехословакия. Печели Чехословашкото първенство по шахмат за жени през 1965 г. и 1967 г. През 1964 г. завършва на второ място, а през 1963, 1966 и 1968 г. – на трето.
След брака си с британец се преселва в Англия през 1970 г., където печели Британското първенство за жени през 1970, 1971, 1972, 1973, 1974, 1976, 1977 (след плейофи) и 1979 г..
Има 15 участия в шахматни олимпиади за жени, като представлява 2 пъти Чехословакия (1966, 1969) и 13 пъти Англия (от 1972 до 2006 г.), от които 7 пъти на първа дъска. При тези участия тя печели индивидуални сребърни медали през 1966 г. и 1976 г. (съответно за Чехословакия и за Англия), отборен бронзов медал през 1968 г. с чехословашкия отбор и сребърен медал през 1976 г. с Англия. На шахматните олимпиади изиграва общо 161 партии, от които записва 93 точки.
Белин става международен майстор при жените през 1969 г. и гросмайстор при жените през 1982 г.
Тя е председател на медицинската комисия на ФИДЕ, която упражнява надзор върху тестването за допинг сред шахматистите.
Белин е лекар по професия, специализира в анестетиците и работи в интензивното отделение на болницата Сандуел в английския град Уест Бромич.
| Година | Отбор        | Олимпиада                          | Град         | Дъска | ЕЛО  | Спечелени точки | Изиграни партии | Класиране по дъска | Отборно класиране |
| ------ | ------------ | ---------------------------------- | ------------ | ----- | ---- | --------------- | --------------- | ------------------ | ----------------- |
| 1966   | Чехословакия | Трета шахматна олимпиада (жени)    | Оберхаузен   | 2     | x    | 7,5             | 12              | 2                  | 6                 |
| 1969   | Чехословакия | Четвърта шахматна олимпиада (жени) | Люблин       | 3     | x    | 6               | 10              | 5                  | 3                 |
| 1972   | Англия       | Пета шахматна олимпиада (жени)     | Скопие       | 1     | 2210 | 7               | 11              | 6                  | 8                 |
| 1976   | Англия       | 22-ра шахматна олимпиада           | Хайфа        | 1     | 2230 | 9               | 11              | 2                  | 2                 |
| 1978   | Англия       | 23-та шахматна олимпиада           | Буенос Айрес | 1     | 2240 | 7               | 12              | 12                 | 8                 |
| 1980   | Англия       | 24-та шахматна олимпиада           | Ла Валета    | 1     | 2220 | 7,5             | 12              | 10                 | 14                |
| 1982   | Англия       | 25-а шахматна олимпиада            | Люцерн       | 1     | 2240 | 9               | 14              | 9                  | 11                |
| 1984   | Англия       | 26-а шахматна олимпиада            | Солун        | 1     | 2245 | 8,5             | 13              | 11                 | 8                 |
| 1986   | Англия       | 27-а шахматна олимпиада            | Дубай        | 1     | 2265 | 6               | 12              | 22                 | 8                 |
| 1988   | Англия       | 28-а шахматна олимпиада            | Солун        | 2     | 2300 | 3,5             | 9               | 43                 | 12                |
| 1990   | Англия       | 29-а шахматна олимпиада            | Нови Сад     | 2     | 2230 | 8               | 13              | 14                 | 7                 |
| 1992   | Англия       | 30-а шахматна олимпиада            | Манила       | 2     | 2240 | 5               | 11              | 39                 | 22                |
| 1994   | Англия       | 31-ва шахматна олимпиада           | Москва       | 3     | 2210 | 5,5             | 10              | 24                 | 8                 |
| 1996   | Англия       | 32-ра шахматна олимпиада           | Ереван       | 4     | 2215 | 0,5             | 3               | x                  | 10                |
| 2006   | Англия       | 37-а шахматна олимпиада            | Торино       | 3     | 2170 | 3               | 8               | 78                 | 42                |

## Семейство
Яна Белин е внучка на трикратния министър-председател на Чехословакия Ян Малипетър и братовчедка на бореца за човешки права Иржи Странски.
Има 3 брака – с британските шахматисти международния майстор Уилям Хартстън (William Hartston), гросмайстора Антъни Майлс (Anthony Miles), международния майстор Робърт Белин (Robert Bellin). С последния имат 2 сина – Робърт (1988) и Кристофър (1991).